# Néstor Álamo

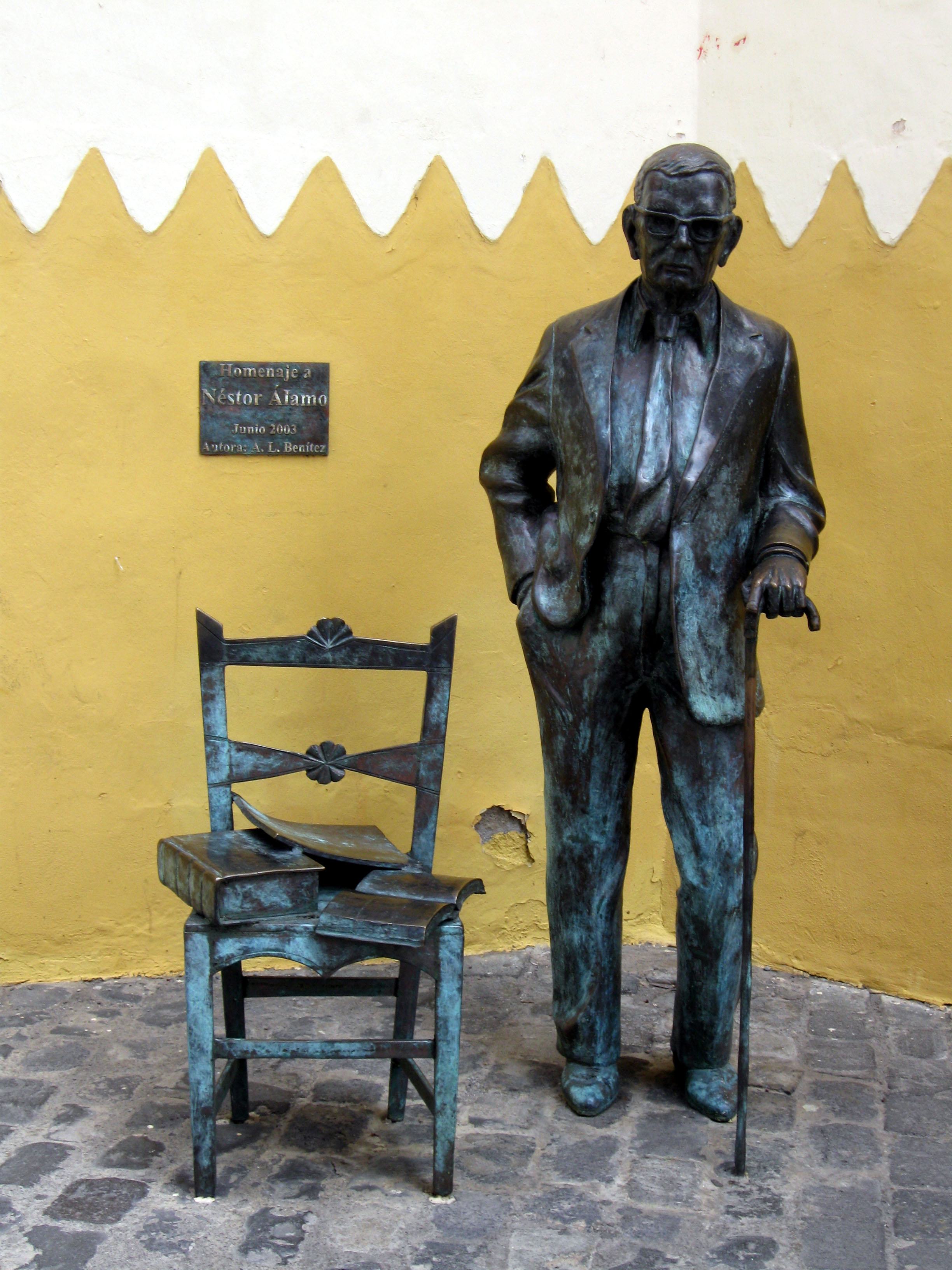
Escultura de Néstor Álamo em Las Palmas

Néstor Álamo Hernández (Guia, 27 de fevereiro de 1906 — As Palmas de Grande Canaria, 24 de março de 1994), conhecido como Néstor Álamo, foi um compositor, jornalista e escritor espanhol, é um dos grandes expoentes da música e cultura popular canaria.